# Корзун, Валентин Игнатьевич
Валентин Игнатьевич Корзун — советский хозяйственный, государственный и политический деятель.

## Биография
Родился в 1915 году в Москве. Член КПСС.
С 1932 года — на хозяйственной, общественной и политической работе. В 1932—1985 гг. — техник-гидролог, начальник гидрологической партии Государственного геофизического института, старший специалист, начальник отделения Центрального управления Гидрометеорологической службы СССР, помощник начальника Главного управления Гидрометеорологической службы Красной Армии, начальник Управления сети станций ГУГМС, заместитель начальника ГУГМС, член коллегии, заместитель председателя Госкомгидромета СССР.
За монографию «Мировой водный баланс и водные ресурсы Земли» (1974) был в составе коллектива удостоен Государственной премии СССР в области науки и техники 1981 года.
Умер в Москве в 1992 году.